# October (album)
October je druhé album rockové skupiny U2, které vyšlo v roce 1981. Na albu se projevoval rozpor mezi křesťanskou vírou členů skupiny a „ďáblovou hudbou“.
Tento rozpor trápil mnoho umělců. Jmenujme například Littla Richarda, Boba Dylana, Patti Smithovou, Vana Morisona a další.
Mezi známé hity z alba patří píseň Gloria o snaze vyjádřit zmatek ohledně jejich role rockových hvězd se slavným refrénem v latině nebo Fire o nukleárním Armagedonu, který byl prvním singlem z alba.

## Vydání alba
Album v roce 1981 sklidilo spíše rozporuplné reakce. Každopádně kapele umožnilo rozšířit repertoár na koncertech a započít turné k desce, které bylo nečekaně úspěšné. U2 již nehráli v putykách, ale v zaplněných sálech. Přesto je album October dnes označováno jako nejméně populární mezi U2 fanoušky, a písničky z tohoto alba se téměř nevyskytují na výběrech Best Of.

## Zajímavosti
Album bylo vydáno pod velkým tlakem, texty se psaly přímo ve studiu před mikrofonem.
Bono se v průběhu turné stihl oženit se svou láskou Alison Stewart. Jejich manželství trvá dodnes.

## Písně
1. „Gloria“
2. „I Fall Down“
3. „I Threw a Brick Throght Window“
4. „Rejoice“
5. „Fire“
6. „Tomorrow“
7. „October“
8. „With a Shout“
9. „Stranger in a Strange Land“
10. „Scarlet“
11. „Is That All?“

## Skupina U2
- Bono – zpěv
- The Edge – elektrická kytara
- Adam Clayton – basová kytara
- Larry Mullen Jr. – bicí